# Exacum lokohense
Exacum lokohense är en gentianaväxtart som beskrevs av Jean-Henri Humbert. Exacum lokohense ingår i släktet Exacum och familjen gentianaväxter. Inga underarter finns listade i Catalogue of Life.